# Corrado Grabbi
Corrado Grabbi (ur. 29 lipca 1975 w Turynie) – włoski piłkarz, grający na pozycji obrońcy, trener piłkarski.

## Kariera piłkarska
Wychowanek Juventusu. W 1993 rozpoczął karierę piłkarską, grając na zasadzie wypożyczenia w Sparta Novara. Wiosną 1995 został wypożyczony do Lucchese, a w sezonie 1995/96 do Chievo. Latem 1996 przeszedł do Modeny. Potem występował w klubach Ternana, Ravenna, Blackburn, Messina, Ancona, Genoa i Arezzo. W 2007 został piłkarzem Bellinzony, w której po roku zakończył karierę piłkarską.

## Kariera trenerska
W 2009 rozpoczął pracę trenerską w Juventusie, szkoląc drużyny juniorskie różnych grup wiekowych.

## Sukcesy i odznaczenia

### Sukcesy klubowe
Juventus
- mistrz Włoch: 1994/95
- zdobywca Pucharu Włoch: 1994/95